# Guy de Blanchefort (bailli)
Pour les articles homonymes, voir Guy de Blanchefort et Blanchefort.
Guy de Blanchefort (? - janvier 1460) est un noble français du XVe siècle bailli de Mâcon et sénéchal de Lyon.

## Biographie
D'origine du nord du Limousin, il est le cadet d'une famille noble. Peut-être écorcheur assagi, il fait partie des troupes qui échouent à prendre Corbie en 1431 et Dourlers en 1432. Avec sa troupe, il accepte en 1434 d'évacuer le Gévaudan contre le versement d'une forte somme. Il se met au service du connétable de Richemont et effectue plusieurs manœuvres au nord de Paris. Il participe à la Praguerie et au siège de Pontoise en 1441 en même temps que Théodore de Valpergue. Il est avec le dauphin Louis lors de la défaite des Suisses à Saint-Jacques, le 26 août 1444. En 1455, il participe à l'expédition contre Jean V d'Armagnac. Par lettre royale du 14 septembre 1458, il est nommé capitaine du château de Pierre Scize et sénéchal de Lyon.